# Park Tysiąclecia (Wrocław)
Park Tysiąclecia – park miejski znajdujący się w zachodniej części Wrocławia, którego tworzenie rozpoczęło się w 2000 roku. Stanowi on wschodnią część nie zrealizowanego w całości większego założenia – Parku Nowodworskiego. Powierzchnia Parku Tysiąclecia wynosi około 90 ha. Położony jest na lewym (zachodnim) brzegu rzeki Ślęzy, która jednocześnie tworzy jego wschodnią granicę. Od zachodu ogranicza go Autostradowa Obwodnica Wrocławia. Południową granicę Parku Tysiąclecia stanowi ulica Graniczna, za którą położone jest osiedle Muchobór Wielki, a północną – ulica Żernicka.
W parku znajdują się tory wrotkarskie oraz aleja Europejskiej Stolicy Kultury, a także dwie rzeźby: „Wilczy dół” i „Niedźwiedź”.  
Pieczę nad parkiem sprawuje Zarząd Zieleni Miejskiej, podległy Departamentowi Architektury i Rozwoju Urzędu Miejskiego Wrocławia.
Park zaprojektowany został według koncepcji opracowanej przez zespół autorów z Politechniki Wrocławskiej. Koncepcja ta została wybrana w drodze konkursu w 2000 roku. Koncepcja obejmuje szereg elementów architektonicznych i krajobrazowych oraz infrastrukturę rekreacyjną. Koncepcja ta przewidywała powstanie między innymi:
- Alei Dziesięciu Wieków[c]
- psiej ścieżki
- sztucznego wąwozu
- źródła Liczyrzepy
- Forum Stu Źródeł
- sztucznego zbiornika wodnego, z przystanią jachtowa i plażą
- dwu polderów[d]
- ośrodka odnowy biologicznej
- toru rowerowego.

Powyższa koncepcja nie została w pełni zrealizowana z powodu niedostatecznej ilości funduszy oraz trudności z wykupem gruntów po drugiej stronie Ślęzy. Realizacji doczekała się jedynie część leśna położona w sąsiedztwie Autostradowej Obwodnicy Wrocławia. Jest ona gęsto zadrzewiona, znajduje się w niej niewielki skwer z parkingiem, mostek przez rzekę Kasinę, droga przeciwpożarowa wzdłuż Ślęzy oraz kilka węższych alejek.